# Pratama Arhan
Pratama Arhan Alif Rifai (sinh ngày 21 tháng 12 năm 2001) là một cầu thủ bóng đá người Indonesia hiện đang thi đấu cho câu lạc bộ Suwon FC tại K League 1 và đội tuyển Indonesia. Arhan được biết đến nhiều nhất với những cú ném biên và đá phạt cực mạnh. Anh cũng nằm trong danh sách 11 cầu thủ đáng xem nhất trên trang AFC năm 2023.

## Đời sống cá nhân
Arhan có mối quan hệ tình cảm với Azizah Salsha, con gái của một thành viên Hạ viện Indonesia, Andre Rosiade. Họ kết hôn vào tháng 8 năm 2023 tại nhà thờ Hồi giáo Indonesia ở Tokyo, và Chủ tịch Hiệp hội bóng đá Indonesia Erick Thohir là nhân chứng trong buổi lễ.

## Danh hiệu
U-23 Indonesia
• Huy chương vàng SEA Games 2023
Indonesia
• Á quân AFF Cup 2020
Cá nhân
• Cầu thủ trẻ xuất sắc nhất Menpora Cup 2021
• Đội hình xuất sắc nhất Menpora Cup 2021
• Đội hình xuất sắc nhất AFF Cup 2020
• Cầu thủ trẻ xuất sắc nhất AFF Cup 2020